# Carlos-Enrique de Lobkowicz
El príncipe Carlos-Enrique de Lobkowicz (17 de mayo de 1964) es un noble francés y miembro de la Casa de Lobkowicz.

## Primeros años
El príncipe Carlos Enrique es el tercer hijo de cuatro hermanos, hijo del príncipe Eduardo de Lobkowicz y de la princesa María Francisca de Borbón-Parma, propietario del castillo de Boszt en Besson, heredero del Manoir d'Ujezd en Goderville, y del castillo de Lignières. Su hermano mayor, el príncipe Eduardo-Javier de Lobkowicz, fue asesinado en París en 1984. Su hermana pequeña es monja católica, la princesa Marie Gabrielle de Lobkowicz.
La familia vivió parte de su juventud en la Avenue Marceau, en el VIII Distrito de París. 
Continuó su educación en un internado en Alemania, Inglaterra, Suiza y Francia mientras realizaba frecuentes visitas al Líbano, donde sus padres pasaban parte del año. Se graduó de la Universidad de Duke en Durham, Carolina del Norte, con títulos en historia del arte y ciencias políticas.

## Carrera
El príncipe Carlos Enrique posee cuatro castillos franceses ubicados en el Borbón, que está tratando de restaurar con la ayuda de las poblaciones locales, incluidos el castillo de Fourchaud, el castillo de Bost y el castillo de Rochefort.
Además, el príncipe Carlos-Henri es embajador cultural de Chopard y se le ha relacionado con numerosas celebridades, entre ellas Katie Holmes y Kate Moss. También apareció en The Oprah Winfrey Show discutiendo los deberes de ser miembro de la realeza. El príncipe Carlos Enrique también trabajó en la Bolsa de Nueva York como inversor. 
Charles fue productor ejecutivo de la película de 2018 The Aspern Papers basada en la novela homónima de Herny James.

## Carlismo
Carlos-Enrique es nieto por parte de madre de Javier de Borbón-Parma, duque de Parma y pretendiente al trono español entre 1936 y 1975 y posible reclamante del trono de España. Sus tíos Carlos Hugo y Sixto Enrique se disputaron la sucesión carlista siendo su madre y su hermano mayor partidarios del segundo. Carlos-Enrique acudió en 2016 al bautizo del hijo de Carlos Javier —hijo y heredero de Carlos Hugo— y se le considera desvinculado de los partidarios de Don Sixto.